# マーガレット・マロン
マーガレット・マロン（Margaret Maron 1938年8月25日 - 2021年2月23日）は、アメリカの推理小説家である。

## 略歴
アメリカノースカロライナ州グリーンズボロ生まれ。
1991年、1992年、1996年、2000年、2002年、2011年にアガサ賞、1992年、1993年にマカヴィティ賞、1993年にアンソニー賞、1993年、2013年にエドガー賞を受賞した。

## 受賞歴
- アガサ賞 最優秀短篇賞
  - 1991年　（Deborah's Judgment（「デボラの裁き」）に対して）
  - 2002年　（The Dog That Didn't Barkに対して）
- アガサ賞 最優秀長篇賞
  - 1992年　（Bootlegger's Daughter（『密造人の娘』）に対して）
  - 1996年　（Up Jumps the Devil（『悪魔の待ち伏せ』）に対して）
  - 2000年　（Storm Trackに対して）
  - 2011年　（Three-Day Townに対して）
- マカヴィティ賞 短編賞
  - 1992年　（Deborah's Judgmentに対して）
- マカヴィティ賞 長編賞
  - 1993年　（Bootlegger's Daughterに対して）
- アンソニー賞 長編賞 1993年 （Bootlegger's Daughterに対して）
- エドガー賞 長編賞 1993年 （Bootlegger's Daughterに対して）
- エドガー賞 巨匠賞 2013年

## 主な作品

### Deborah Knott シリーズ
- Bootlegger's Daughter（『密造人の娘』）, 1992
- Southern Discomfort（『甘美な毒』）, 1993
- Shooting at Loons, 1994
- Up Jumps the Devil（『悪魔の待ち伏せ』）, 1996
- Killer Market, 1997
- Home Fires, 1998
- Storm Track, 2000
- Uncommon Clay, 2001
- Slow Dollar, 2002
- High Country Fall, 2004
- Rituals of the Season, 2005
- Winter's Child, 2006
- Hard Row, 2007
- Death’s Half-Acre, 2008
- Sand Sharks, 2009
- Christmas Mourning, 2010
- Three-Day Town, 2011
- The Buzzard Table, 2012

### Sigrid Harald シリーズ
- One Coffee With, 1981
- Death of a Butterfly, 1984
- Death in Blue Folders, 1985
- The Right Jack, 1987
- Baby Doll Games, 1988
- Corpus Christmas, 1989
- Past Imperfect, 1991
- Fugitive Colors, 1995

### その他
- Bloody Kin, 1985
- Shoveling Smoke, 1997 (短編集)
- Last Lessons of Summer, 2003
- Suitable for Hanging, 2004 (短編集)

## 日本語訳された作品
- 『密造人の娘』ハヤカワ文庫、高瀬素子訳、The Mysterious Press、1995年
- 『甘美な毒』ハヤカワ文庫、高瀬素子訳、The Mysterious Press、1996年
- 『砂洲の死体』ハヤカワ文庫、高瀬素子訳、The Mysterious Press、1997年
- 『悪魔の待ち伏せ』ハヤカワ文庫、高瀬素子訳、The Mysterious Press、1998年